# Tivadar Kosztka Csontváry
Dans le nom hongrois Kosztka Tivadar, le nom de famille précède le prénom, mais cet article utilise l’ordre habituel en français Tivadar Kosztka, où le prénom précède le nom.
Tivadar Kosztka Csontváry (prononcé [ˈtivɒdɒr ˈkostkɒ  ˈt͡ʃontvaːri] ; né en 1853 et mort en 1919) est un peintre expressionniste hongrois des XIXe et XXe siècles. Csontváry fut l'un des peintres les plus célèbres de Hongrie.

## Biographie
Csontváry est né le 5 juillet 1853 à Kisszeben, comitat de Sáros, alors dans le Royaume de Hongrie (actuellement Sabinov, Slovaquie), et mort le 20 juin 1919 à Budapest.
Ses ancêtres furent des Polonais installés en Hongrie. Malgré ses origines hongroises, Csontváry a grandi dans la langue slovaque et le parlait couramment mélangé à de l'allemand. Il fut pharmacien jusqu'à l’âge de 20 ans.
Durant une après-midi ensoleillée, le 13 octobre 1880 – alors qu'il n'avait que 27 ans –, il eut une vision mystique. Il entendit une voix lui dire : « Tu seras le plus grand des peintres de l'écliptique, encore plus grand que Raphaël ! » ("Te leszel a világ legnagyobb napút festője, nagyobb Raffaelnél!") ”Il passa des journées entières en Europe, visitant les galeries d'art de la cité du Vatican. Dès 1890, il voyagea à travers le monde. Il visita Paris, les pays méditerranéens (Dalmatie, Italie, Grèce), l'Afrique du Nord et le Moyen-Orient (Liban, Palestine, Égypte, Syrie).
Il réalisa ses plus grands travaux entre 1903 et 1909. Certaines de ces œuvres ont été exposées à Paris (1907) et en Europe de l'Ouest. De nos jours, un musée lui est consacré à Pécs.

## Galerie photographique

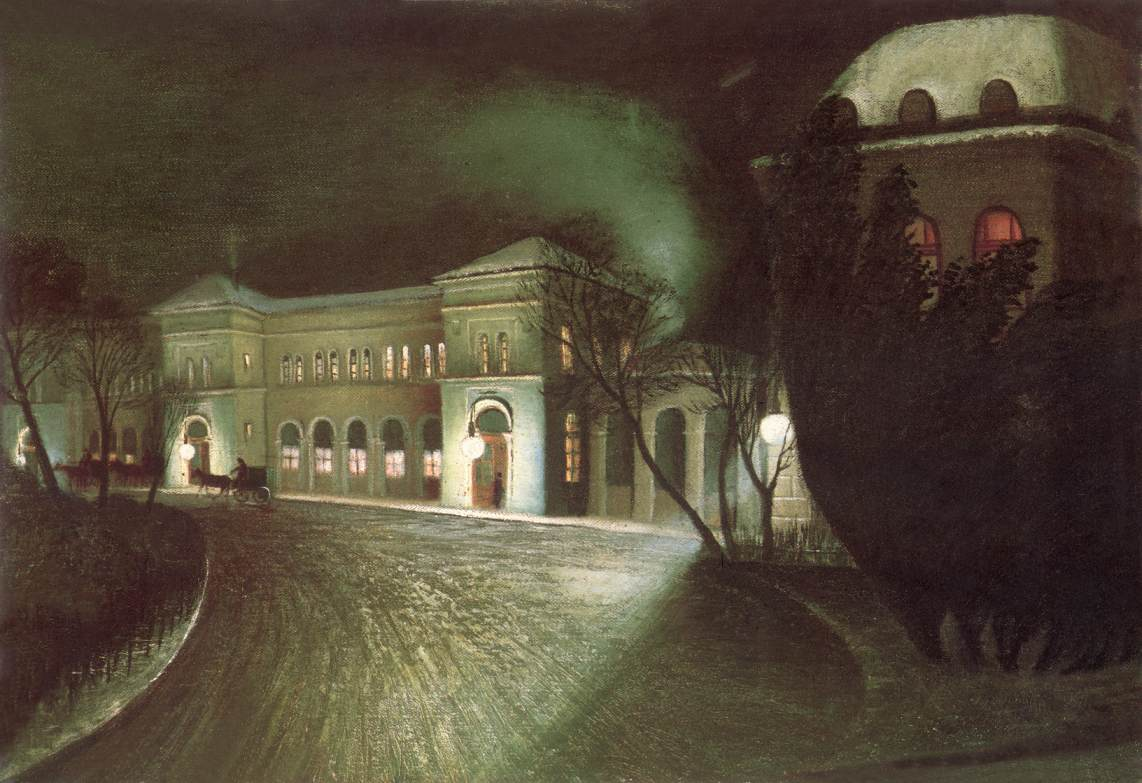
La gare de l'Est à Budapest la nuit (A Keleti pályaudvar éjjel, 1902)
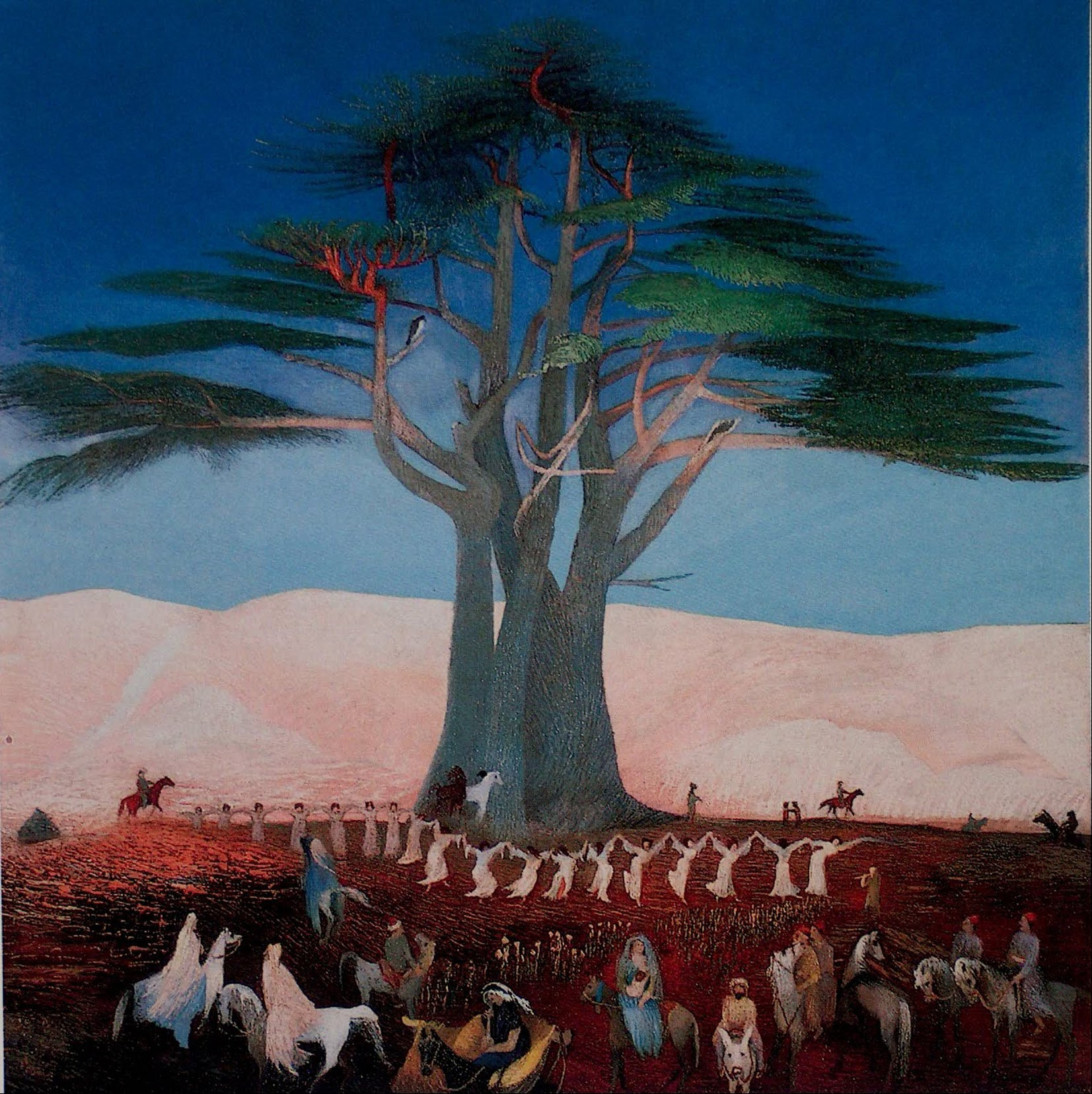
Pèlerinage vers les cèdres, au Liban (Zarándoklás a cédrusokhoz Libanonban, 1907)
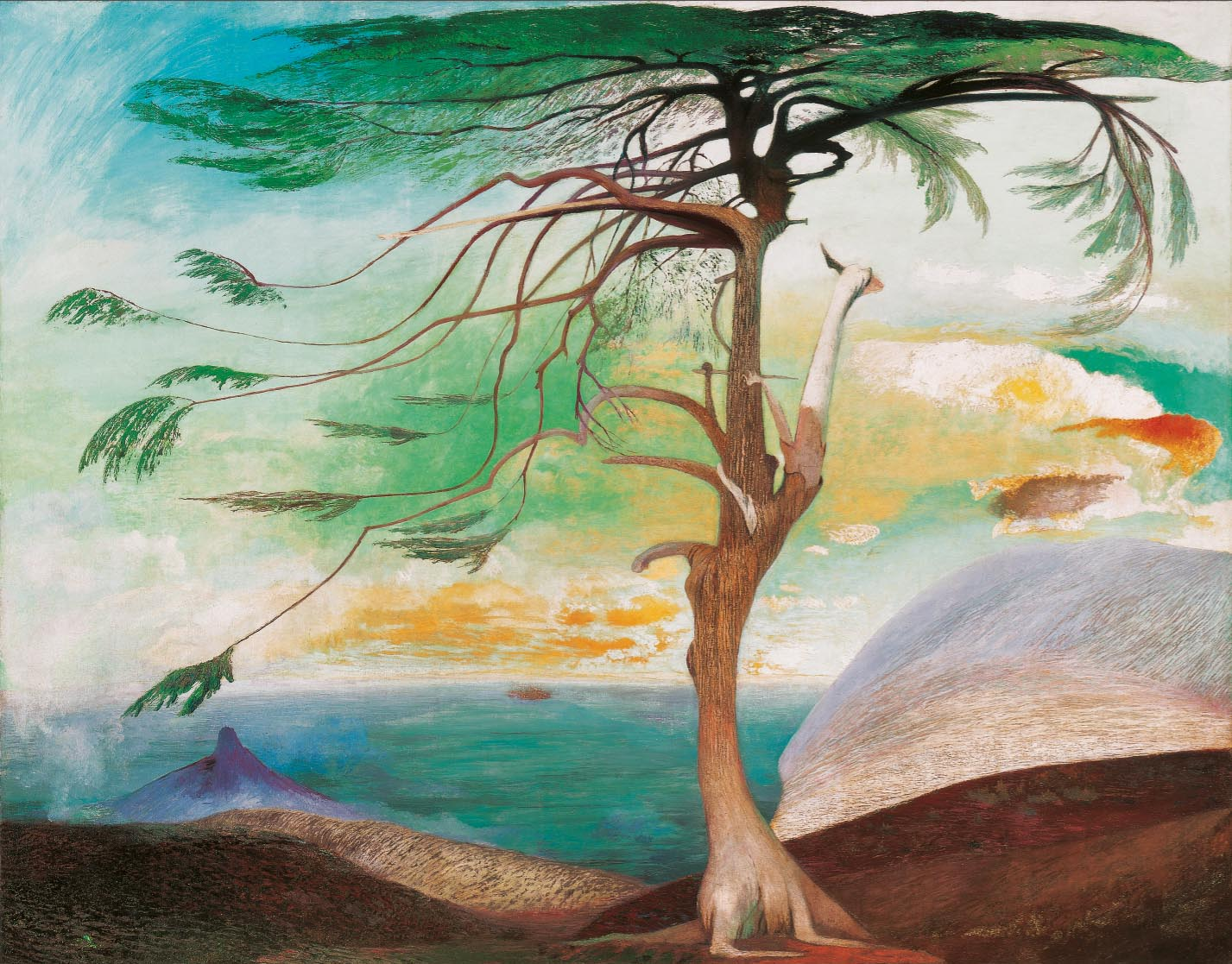
Cèdre solitaire (Magányos cédrus, 1907)
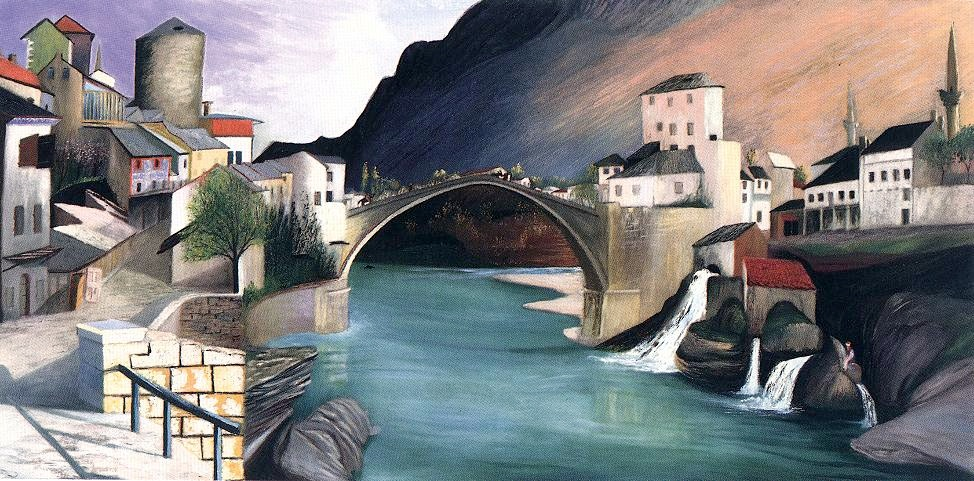
Pont romain à Mostar (Római híd Mosztarban, 1903)
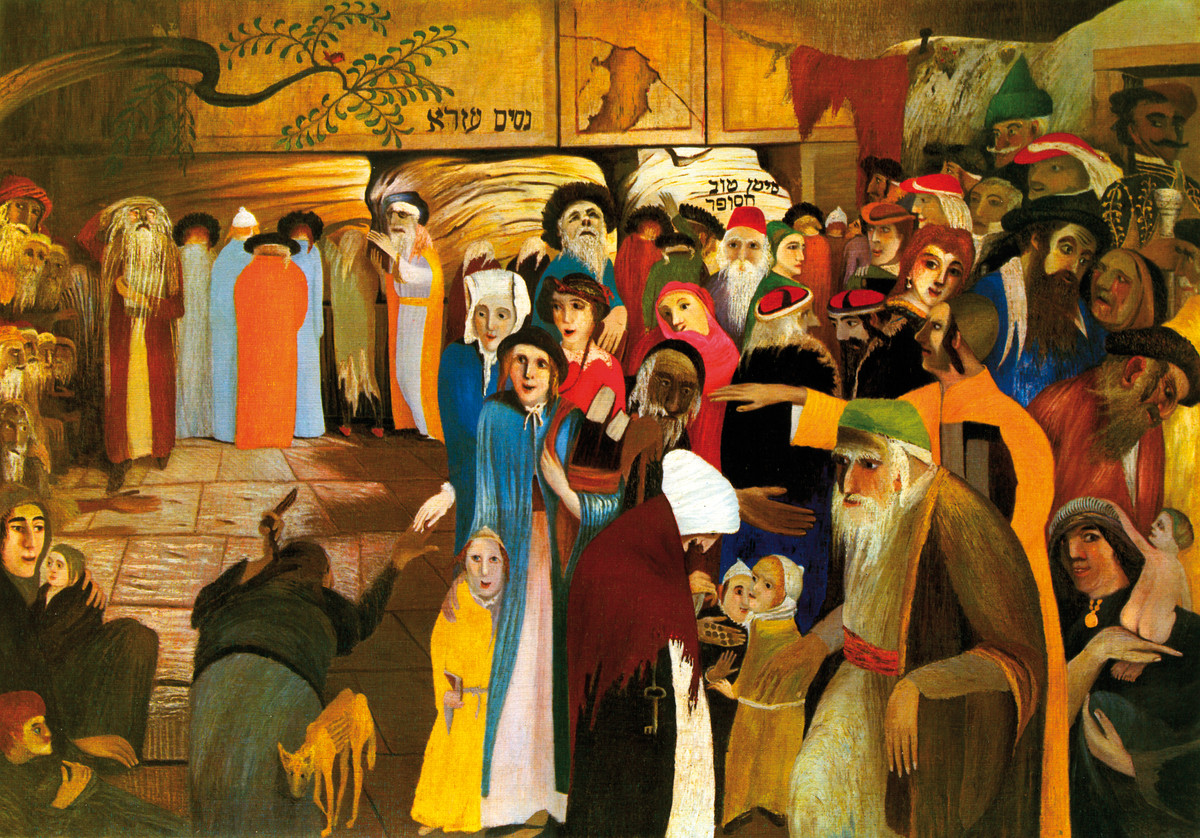
Arrivée au mur des Lamentations à Jérusalem, 1904